# حطله
حطله (به عربی: حطلة، به زبان رومی: Hatlah) ناحیه ای از شهرستان دیرالزور است که در کنار رود فرات، در جنوب شرقی دیرالزور واقع شده است.
این روستا و اطراف آن از نقاطی بود که در سالهای دهه هفتاد میلادی و پس از آن شاهد گرویدن اعراب سنی به شیعه بود. این گرایش ابتدا توسط یک نظامی سوری اتفاق افتاد و سپس گسترش یافت تا نهایتاً ۱۰ درصد از جمعیت ۳۰ هزار نفری منطقه شیعه شدند.
در جنگ داخلی سوریه در سال ۲۰۱۲ کشتاری از شیعیان توسط سلفی‌های کویتی در این منطقه روی داد و ده‌ها نفر کشته شدند.